# جیلی اچ‌کیو
جیلی اچ‌کیو (Geely HQ) خودرویی است که در سال‌های ۱۹۹۸–۲۰۰۵ تولید شده‌است.
این خودرو در کلاس خودرو کامپکت کوچک قرار گرفته، طول آن در حالت طبیعی ۳٬۹۰۰ میلیمتر (۱۵۳٫۵ اینچ)، عرض آن در حالت طبیعی ۱٬۶۵۰ میلیمتر (۶۵٫۰ اینچ)، ارتفاع آن در حالت طبیعی ۱٬۴۲۰ میلیمتر (۵۵٫۹ اینچ) و وزن آن در حالت طبیعی ۹۳۰ کیلوگرم (۲٬۰۵۰ پوند) است.